# Microstegium geniculatum
Microstegium geniculatum là một loài thực vật có hoa trong họ Hòa thảo. Loài này được (Hayata) Honda mô tả khoa học đầu tiên năm 1930.